# الکسیس بکا بکا
الکسیس بکا بکا (انگلیسی: Alexis Beka Beka؛ زادهٔ ۲۹ مارس ۲۰۰۱) بازیکن فوتبال اهل فرانسه است.
از باشگاه‌هایی که در آن بازی کرده‌است می‌توان به باشگاه فوتبال کان اشاره کرد.
وی همچنین در تیم‌های ملی فوتبال زیر ۱۷ سال فرانسه، زیر ۱۸ سال فرانسه، زیر ۱۹ سال فرانسه، و France Olympic football team بازی کرده‌است. د